# Alophosternum nigricoxis
Alophosternum nigricoxis är en stekelart som beskrevs av Zwakhals 1987. Alophosternum nigricoxis ingår i släktet Alophosternum och familjen brokparasitsteklar. Inga underarter finns listade i Catalogue of Life.